# Vougy (Haute-Savoie)
Vougy ist eine französische Gemeinde im Département Haute-Savoie in der Region Auvergne-Rhône-Alpes.

## Geographie
Vougy liegt auf rund 465 m, auf halbem Weg zwischen Bonneville und Cluses, etwa 30 Kilometer südöstlich der Stadt Genf (Luftlinie). Das Dorf erstreckt sich am südlichen Rand des breiten Arvetals im Bereich der Mündung des Giffre in die Arve, in den Savoyer Alpen am Nordfuß der Höhen von Mont-Saxonnex, im Faucigny.
Die Fläche des 3,99 km² großen Gemeindegebiets umfasst einen Abschnitt des mittleren Arvetals. Die nördliche Grenze verläuft entlang der Arve, die hier in einer breiten Talniederung von Osten nach Westen fließt. Vom Flusslauf erstreckt sich das Gemeindeareal südwärts über die flache Talaue bis an den angrenzenden, dicht bewaldeten Steilhang. Unterhalb von Mont-Saxonnex wird mit ungefähr 800 m die höchste Erhebung von Vougy erreicht.
Nachbargemeinden von Vougy sind Ayse, Marignier und Thyez im Norden, Marnaz im Osten, Mont-Saxonnex im Süden sowie Bonneville im Westen.

## Geschichte
Vougy wird im frühen 15. Jahrhundert erstmals erwähnt. Die Herkunft des Ortsnamens ist unklar; einige Quellen leiten den Namen vom gallischen Wort uoceton (unter dem Wald), andere vom römischen Personennamen Valgius ab. Die politisch eigenständige Gemeinde Vougy wurde erst im Jahre 1803 aus Teilen der Pfarrei Saint-Hippolyte gebildet.

## Bevölkerung
| Jahr                       | 1962 | 1968 | 1975 | 1982 | 1990 | 1999 | 2005 |
| Einwohner                  | 385  | 424  | 516  | 597  | 867  | 958  | 1315 |
| Quellen: Cassini und INSEE |      |      |      |      |      |      |      |

Mit 1622 Einwohnern (Stand 1. Januar 2022) gehört Vougy zu den kleineren Gemeinden des Département Haute-Savoie. In den letzten Jahrzehnten wurde ein markantes Bevölkerungswachstum verzeichnet. Außerhalb des alten Ortskerns entstanden zahlreiche Ein- und Mehrfamilienhausquartiere sowie Gewerbezonen.

## Wirtschaft und Infrastruktur
Vougy war bis weit ins 20. Jahrhundert hinein ein vorwiegend durch die Landwirtschaft geprägtes Dorf. Heute gibt es zahlreiche Betriebe des Klein- und Mittelgewerbes. Westlich des Dorfes hat sich eine große Gewerbe- und Industriezone entwickelt. Hier ließen sich Unternehmen des Metallbaus, des Baugewerbes, Zulieferbetriebe für die Uhrenindustrie (Décolletage) und Möbelfabriken nieder. Viele Erwerbstätige sind auch Wegpendler, die in den größeren Ortschaften der Umgebung ihrer Arbeit nachgehen.
Die Ortschaft ist verkehrsmäßig gut erschlossen. Sie liegt an der Hauptstraße N205, die von Annemasse nach Cluses führt. Eine weitere Straßenverbindung besteht mit Marignier. Der nächste Anschluss an die Autobahn A40 befindet sich in einer Entfernung von rund sechs km.